# Minneapolis Sculpture Garden

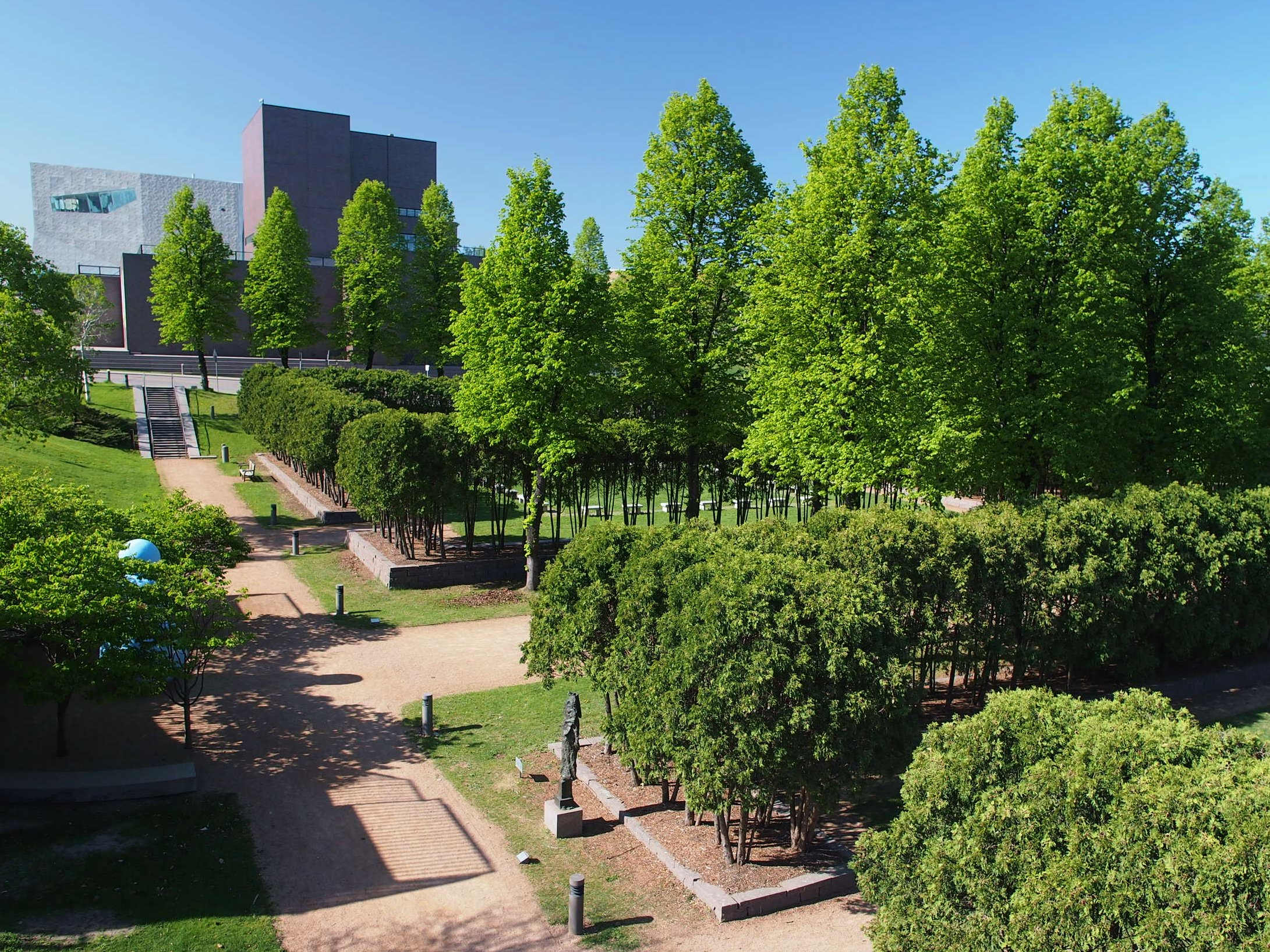

Minneapolis Sculpture Garden är en 45 000 m² stor park i Minneapolis, Minnesota, USA. Den är belägen utanför Walker Art Center som driver parken tillsammans med Minneapolis Park & Recreation Board.
Det är en av de största skulpturparkerna i städer i USA med 40 permanenta konstverk och ett flertal temporära. I närheten finns även Loring Park och Sankta Maria-basilikan. Parken var förut förenad med Loring Park, men under 1960-talet delades parkerna upp i två.